# Stephenson (Michigan)
Stephenson – miasto w Stanach Zjednoczonych, w stanie Michigan, w hrabstwie Menominee.